# Agrometeorologia
Agrometeorologia, meteorologia rolnicza (gr. agrós – rola, metéōros – unoszący się w powietrzu, lógos – słowo, nauka, opinia, dowód) – nauka zajmująca się badaniem powiązań pomiędzy produkcją rolniczą i leśną a środowiskiem klimatycznym. Przedmiotem badań tej dziedziny jest gleba (znajdują się w niej korzenie roślin), przygruntowa warstwa powietrza (siedlisko roślin i zwierząt), atmosfera, a także m.in. takie zagadnienia jak: transport diaspor i migracje owadów, którymi zajmuje się aerobiologia. W agrometeorologii wykorzystywane są metody badawcze jak m.in. obserwacja, eksperyment, analiza statystyczna i analiza fizyczno-matematyczna.
W jej zakresie znajduje się integracja pojęć i metodologii z takich dziedzin jak: meteorologia i klimatologia, hydrologia, gleboznawstwo, uprawa i ochrona roślin, zootechnika, ekologia roślin i zwierząt oraz fizjologia roślin i zwierząt. Składa się na nią kilka działów, do których zaliczana jest m.in. agroklimatologia.
Agrometeorologia przyczynia się do dostarczania dowodów na poparcie decyzji gospodarczych dotyczących m.in.:
- oceny ryzyka upraw poszczególnych gatunków i odmian;
- przewidywania plonów;
- oceny siedlisk pod kątem ilościowym;
- przewidywania dotyczące stopnia rozwoju roślin i agrofagów;
- propozycji dotyczących rozpoczęcia prac polowych, takich jak np. ochrona roślin czy nawadnianie;
- informowania o mogących wystąpić niekorzystnych zjawiskach meteorologicznych.

## Historia
W XVIII wieku R. A. F. de Reaumur przedstawił po raz pierwszy związek ilościowy pomiędzy roślinnością a klimatem. 
Koordynatorem badań dotyczących agrometeorologii jest Komisja Meteorologii Rolniczej Światowej Organizacji Meteorologicznej.
W Polsce dziedzina ta rozwinęła się w XIX wieku. Pierwszą placówkę dotyczącą tego zakresu nauki założył w niepodległej Polsce Romuald Gumiński (1896–1952). Wpływ na rozwój agrometeorologii mieli także: D. Szymkiewicz, S. Bac, M. Cena i M. Molga.

## Służba agrometeorologiczna
Synoptyczna służba agrometeorologiczna zapoczątkowana została w Polsce w roku 1932. Polska była pierwszym krajem w Europie, który opracowywał i wydawał tygodniowe informacyjne komunikaty rolno-metorologiczne (Rolmet). O wyjątkowości komunikatów Polskiej sieci synoptycznej Rolmet ma wskazywać fakt, że na prośbę Międzynarodowego Instytutu Rolniczego były one każdorazowo wysyłane drogą lotniczą do siedziby instytutu w Rzymie.
Komunikaty systemu Rolmet podawane były do wiadomości drogą radiową, oraz publikowane w prasie fachowej, oraz codziennej.

### Stacja agrometeorologiczna
Organizacja pracy, jak i zakres obserwacji na stacji agrometeorologicznej różni się w sposób zasadniczy od zadań stacji ogólnometeorologicznej (meteorologicznej, lub klimatycznej).
Na stacji agrometeorologicznej obserwacje elementów metrologicznych są powiązane z przebiegiem wegetacji i stanem roślin uprawnych oraz biorą pod uwagę wpływ pogody na prace gospodarskie w rolnictwie i leśnictwie. 
Podstawą prognozy dla rolników, sadowników, leśników jest sieć stacji agrometeorologicznych, których zasadniczą częścią są tzw. pola ustalone.

## Jednostki badawcze
Badania z zakresu agrometeorologii w Polsce prowadzą m.in.:
- uczelnie rolnicze;
- Państwowa Inspekcja Ochrony Roślin i Nasiennictwa (PIORIN)
- Instytut Uprawy Nawożenia i Gleboznawstwa w Puławach (IUNG);
- Instytut Meteorologii i Gospodarki Wodnej w Warszawie (IMiGW).